# Marek Niedźwiecki
Marek Wojciech Niedźwiecki (Sieradz, 24 marzo 1954) è un giornalista e conduttore radiofonico polacco del Programma III della Radio Polacca e di Radio Złote Przeboje.

## Carriera
Per molti anni è stato un presentatore di musica al Program III Polskiego Radia, letteralmente Programma III della Radio Polacca, divenendo quasi un'icona della radio.
Nel periodo 1982-2007, ha condotto la radioaudizione molto popolare "Lista Przebojów Programu III".

Dal 2008 conduce il programma "Lista Przebojów Marka Niedźwieckiego" sulle frequenze dell'emittente "Radio Złote Przeboje".
Dal 2010 è tornato al Programma 3.
Nal 2018 ha prestato la propria voce al film Autsajder, di Adam Sikora.